# Лхабаб Дуйсэн
Лхабаб Дуйсан/Дуйчен (тиб. ལྷ་བབས་དུས་བཟང་།/ལྷ་བབས་དུས་ཆེན།, Вайли lha babs dus chen) — праздник в тибетском буддизме, посвящённый возвращению Будды Шакьямуни на землю с небес Тридцати трёх богов.
Отмечается в 22-й день девятого месяца тибетского лунного календаря. Считается, что результаты положительных и отрицательных действий, совершённых в этот день, умножаются в десять миллионов раз.

## Событие праздника
Мать Будды Шакьямуни, царица Майя, умерла на седьмой день после его рождения и переродилась на одном из небес богов, поэтому не могла слышать проповеди своего сына. Вскоре после Пробуждения Будда решил отблагодарить её, вызволив из колеса Сансары, для чего поднялся на небеса Тридцати трёх богов, где в течение трёх месяцев проповедовал Абхидхамма-питаку. Люди на земле были опечалены исчезновением Будды, поэтому стали просить его главного ученика Маудгальяяну вернуть учителя. В 15-й день девятого месяца ему удалось уговорить Будду вернуться. Неделю спустя он спустился на землю при помощи специальной тройной лестницы, изготовленной Вишвакарманом, божественным мастером. На земле его встретили 16 архатов — ближайших учеников, прообраз Сангхи. Это событие считается одним из восьми великих дел Будды.

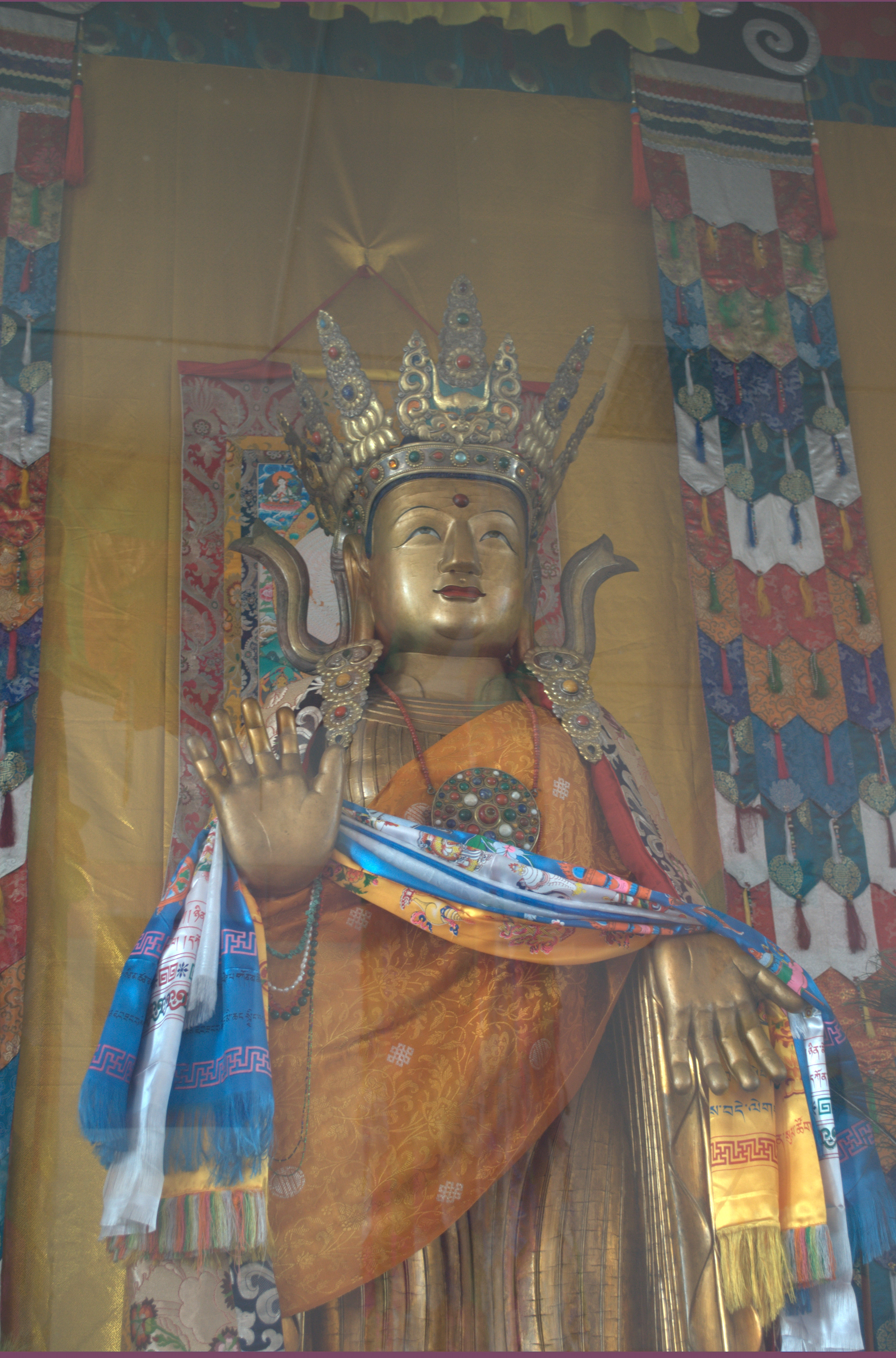
Сандаловый Будда (Зандан Жуу), Эгитуйский дацан, Бурятия

Легенда, зафиксированная монахом Дхармананди в китайском переводе «Экоттара-агама-сутры» (385 год н. э.), связывает с этим событием появление почитаемой статуи Сандалового Будды. Согласно ей, царь Удаяна (по другой версии — Прасенаджит) во время отсутствия Будды захотел увидеть его воочию, повелев сделать статую. Маудгальяяна перенёс мастеров на небеса, где они встретились с Буддой, а после возвращения изваяли статую в натуральную величину из гоширши — разновидности сандалового дерева.
В буддизме Тхеравады этому празднику соответствует Праздник (день) Абхидхаммы, также отмечаемый в октябре и связанный с проповедью Буддой Абхидхаммы своей матери и дэвам на Небесах тридцати трёх дэвов (богов). Праздник связан с окончанием сезона дождей в Индии и на Шри Ланке. С этого времени года монахи (бхиккху)  имели право менять монастырь - поселяться в иной вихаре.